# Sharnol Adriana
Sharnol Leonard Adriana (Willemstad, 13 november 1970) is een voormalige Nederlandse honkballer. Sinds 2016 is Adriana trainer van de AA Frisco RoughRiders.
Adriana verhuisde na zijn middelbare school in Willemstad naar de Verenigde Staten waar hij ging studeren en honkballen aan het Marvin Methodist College in Tennessee. In 1991 kreeg hij een contract aangeboden van de Toronto Blue Jays in Canada waarvoor hij acht jaar zou uitkomen in diverse teams van deze organisatie in de Minor League. In 1994 en 1996 speelde hij op AAA niveau bij de Syracuse Chiefs maar zakte terug naar A niveau en werd ontslagen door de Blue Jays aan het einde van dat jaar. In totaal speelde hij 775 wedstrijden in de Minor League. In 1999 ging Adriana honkballen voor de Atlantic League, een van de onafhankelijke overkoepelende organisaties en kwam drie jaar uit voor de Newark Bears. In 1999 werd hij door de Atlantic League uitgeroepen tot en tot Atlantic League All-Star. In 2000 verhuisde Adriana naar de Mexican league, een Triple A competitie. Hij speelde achtereenvolgens voor de Cafeteros de Córdoba, Piratas de Campeche, Leones de Yucatán, Acereros de Monclova, Tuneros de San Luis, Dorados de Chihuahua en Olmecas de Tabasco. In 2006 keerde hij kort terug naar de Verenigde Staten en tekende een contract bij de Calgary Vipers uit de Northern League. In 2008 begon Adriana bij zijn tot op heden achtste vereniging in de Mexican League, de Petroleros de Minatitlán.
Tijdens de Olympische Spelen in Sydney in 2000 maakte Adriana zijn debuut voor het Nederlands honkbalteam en werd daarna jarenlang een vaste waarde voor dit team. Hij nam onder meer deel aan de wereldkampioenschappen van 2001, 2003, 2005 en 2007, het Europees Kampioenschap van 2003 en 2007 en het Olympisch Kwalificatietoernooi, de Intercontinental Cup van 2002 in Cuba en die van 2006 te Taiwan, de Olympische Spelen van 2004 in Athene waar hij tevens aanvoerder was en daarna nog aan de World Baseball Classic van 2006. In 2008 maakte hij deel uit van de selectie voor de Olympische Spelen van 2008
Sharnol Adriana · 
Johnny Balentina · 
Patrick Beljaards · 
Ken Brauckmiller · 
Rob Cordemans · 
Jeffrey Cranston · 
Michaël Crouwel · 
Radhames Dijkhoff · 
Robert Eenhoorn · 
Rikkert Faneyte · 
Evert-Jan 't Hoen · 
Chairon Isenia · 
Percy Isenia · 
Eelco Jansen · 
Ferenc Jongejan · 
Dirk van 't Klooster · 
Patrick de Lange · 
Raily Legito · 
Jurriaan Lobbezoo · 
Remy Maduro · 
Hensley Meulens · 
Ralph Milliard · 
Erik Remmerswaal · 
Orlando Stewart
Sharnol Adriana · 
Wladimir Balentien · 
Johnny Balentina · 
Patrick Beljaards · 
Maikel Benner · 
Yurendell de Caster · 
Ivanon Coffie · 
Rob Cordemans · 
Robin van Doornspeek · 
Dave Draijer · 
Evert-Jan 't Hoen · 
Chairon Isenia · 
Eelco Jansen · 
Sidney de Jong · 
Ferenc Jongejan · 
Eugene Kingsale · 
Dirk van 't Klooster · 
Patrick de Lange · 
Raily Legito · 
Calvin Maduro · 
Diego Markwell · 
Ralph Milliard · 
Harvey Monte · 
Alexander Smit
Sharnol Adriana · 
David Bergman · 
Leon Boyd · 
Yurendell de Caster · 
Rob Cordemans · 
Dave Draijer · 
Michael Duursma · 
Bryan Engelhardt · 
Percy Isenia · 
Sidney de Jong · 
Michiel van Kampen · 
Eugene Kingsale · 
Dirk van 't Klooster · 
Roel Koolen · 
Raily Legito · 
Diego Markwell · 
Shairon Martis · 
Martijn Meeuwis · 
Danny Rombley · 
Jeroen Sluijter · 
Tjerk Smeets · 
Alexander Smit · 
Juan Carlos Sulbaran · 
Pim Walsma